# Lidderdale
Lidderdale és una població dels Estats Units a l'estat d'Iowa. Segons el cens del 2000 tenia 186 habitants.

## Demografia
Segons el cens del 2000, Lidderdale tenia 186 habitants, 81 habitatges, i 52 famílies. La densitat de població era de 29,7 habitants/km².
Dels 81 habitatges en un 30,9% hi vivien nens de menys de 18 anys, en un 50,6% hi vivien parelles casades, en un 7,4% dones solteres, i en un 35,8% no eren unitats familiars. En el 30,9% dels habitatges hi vivien persones soles el 16% de les quals corresponia a persones de 65 anys o més que vivien soles. El nombre mitjà de persones vivint en cada habitatge era de 2,3 i el nombre mitjà de persones que vivien en cada família era de 2,92.
Per edats la població es repartia de la següent manera: un 26,9% tenia menys de 18 anys, un 7,5% entre 18 i 24, un 25,3% entre 25 i 44, un 23,7% de 45 a 60 i un 16,7% 65 anys o més.
L'edat mediana era de 38 anys. Per cada 100 dones de 18 o més anys hi havia 106,1 homes.
La renda mediana per habitatge era de 29.306 $ i la renda mediana per família de 29.722 $. Els homes tenien una renda mediana de 23.056 $ mentre que les dones 19.375 $. La renda per capita de la població era de 13.513 $. Cap de les famílies i el 2,9% de la població estaven per davall del llindar de pobresa.

## Poblacions més properes
El següent diagrama mostra les poblacions més properes.